# Камбербэтч, Бенедикт
Бенеди́кт Ти́моти Ка́рлтон Камбербэ́тч (англ. Benedict Timothy Carlton Cumberbatch; род. 19 июля 1976, Лондон, Англия, Великобритания) — британский актёр.
Лауреат премии Лоренса Оливье (2012), «Эмми» (2014) и BAFTA TV (2019), двукратный номинант на премию «Оскар», двукратный номинант на премию BAFTA, четырёхкратный номинант на премию «Золотой глобус», шестикратный номинант на премию Гильдии киноактёров США. Командор ордена Британской империи (2015).
Наиболее известен по ролям Шерлока Холмса в сериале BBC «Шерлок» (2010—2017), Хана Нуньена Сингха в фантастическом фильме «Стартрек: Возмездие» (2013), журналиста Джулиана Ассанжа в биографическом триллере «Пятая власть» (2013), математика Алана Тьюринга в исторической драме «Игра в имитацию» (2014), Патрика Мелроуза в одноимённом мини-сериале (2018) и Фила Бербэнка в вестерне «Власть пса» (2021). Последние две роли принесли актёру номинации на премии «Оскар», BAFTA, «Золотой глобус» и награду Американской Гильдии киноактёров в категории «Лучший актёр». В 2016 году вышел фантастический фильм «Доктор Стрэндж», в котором Бенедикт исполнил роль главного героя, которого позже сыграл в фильмах «Тор: Рагнарёк» (2017), «Мстители: Война бесконечности» (2018), «Мстители: Финал» (2019) и «Человек-паук: Нет пути домой» (2021). В 2021 году Камбербэтч озвучил «Верховного» Стрэнджа в первом сезоне анимационного сериала «Что, если...?». Камбербэтч вернулся к роли Стивена Стрэнджа в фильме «Доктор Стрэндж: В мультивселенной безумия» (2022), где также исполнил роли альтернативных версий персонажа.

## Ранние годы и образование
Бенедикт Камбербэтч родился в семье актеров Тимоти Карлтона и Ванды Вентем. При этом он приходится троюродным братом королю Англии Ричарду III. 
Учёбу Камбербэтч начал в школе Брамблтай в Западном Сассексе, а затем продолжил в престижной школе Хэрроу на северо-западе Лондона, где он впервые вышел на сцену. В Хэрроу был задействован во множестве постановок шекспировских пьес. Актёрским дебютом в 12 лет была роль Титании, королевы фей, в спектакле «Сон в летнюю ночь».
По окончании школы Бенедикт провёл свой «gap year», преподавая английский в тибетском монастыре в Дарджилинге, в Индии.
После этого Камбербэтч поступил в Манчестерский университет, где изучал театральное мастерство. После окончания университета Камбербэтч продолжил театральное образование в Лондонской академии музыкального и драматического искусства.

## Актёрская карьера

### Театральная карьера
С 2001 года Камбербэтч играл главные роли в классических пьесах в Театре под открытым небом в Ридженс-Парке, театрах «Алмейда», «Ройал-Корт» и в Королевском национальном театре. Он был номинирован на премию Лоренса Оливье в категории «Лучший актёр второго плана в пьесе» за роль Тесмана в «Гедде Габлер», которую он играл в театре «Алмейда» с 16 марта 2005 года и в театре Герцога Йоркского в Вест-Энде с 19 мая 2005 года.
Камбербэтч принял участие в «Детских монологах» — театральном событии с участием множества звёзд в лондонском театре «Олд Вик». Премьера состоялась 14 ноября 2010 года. Режиссёр программы — Дэнни Бойл, а участие в ней приняли в том числе Джемма Артертон и Сэмюэл Уэст. Представление продюсировалось благотворительной организацией «Драматик Нид».
В феврале 2011 года состоялась премьера спектакля «Франкенштейн» по произведению Мэри Шелли. По задумке режиссёра Дэнни Бойла, Камбербэтч вместе с напарником — Джонни Ли Миллером по очереди представали в роли Виктора Франкенштейна и его Создания на сцене Королевского национального театра. Интересно, что в британском сериале «Шерлок» Бенедикт Камбербэтч воплощает на телеэкране Шерлока Холмса, перенесённого из романов Артура Конана Дойля в современный Лондон, в то время как Джонни Ли Миллер играет ту же роль в американском телесериале «Элементарно», действие которого происходит в Нью-Йорке XXI века. Спектакль имел оглушительный успех и признание критиков. За работу в спектакле Камбербэтч был награждён премией Оливье в номинации «Лучший актёр в пьесе» и театральной наградой Evening Standard Theatre Award. С 6 августа 2015 года играл роль Принца Гамлета в одноимённом спектакле.

### Кинодебют и признание
Телевизионные работы Камбербэтча включают в себя роли в качестве приглашённого актёра в сериалах «Сердцебиение» (2000, 2004) и «Немного за сорок» (2003).
В 2004 году он сыграл роль Стивена Хокинга в фильме «Хокинг». За эту роль Камбербэтч был номинирован на премию BAFTA TV Awards как лучший актёр и получил «Золотую нимфу» за лучшую актёрскую работу в телевизионном фильме.
В 2005 году Камбербэтч сыграл главного героя Эдмунда Тэлбота в мини-сериале «Путешествие на край земли» по трилогии Уильяма Голдинга. Режиссёр Дэвид Аттвуд рассказывал: «Мы нашли Бенедикта Камбербэтча довольно быстро. Нам был нужен очень хороший актёр, кто-то достаточно молодой, чтобы быть убедительным в роли аристократичного, несколько неприятного героя, кто по понятиям своего мира и воспитания ещё подросток. Но нам был нужен и тот, кто может держаться в кадре четыре с половиной часа, в каждой сцене, кто-то опытный, не только отменный актёр, но и с потрясающим комическим чувством времени. Бенедикт был идеальным ответом на всё это». Продюсер Линн Хорсфорд добавила: «Бенедикт был замечателен. Он был нужен нам каждый день, и он не останавливался, не жаловался. Он просто стал Эдмундом Тэлботом. И эта самоотдача передалась каждому члену съёмочной группы. Процесс создания этого фильма отразил путешествие, в которое герои отправились в этой истории — мы и вправду узнали друг друга за четыре месяца на площадке и стали очень близки».
Также Бенедикт появлялся в комедийном скетч-шоу «Broken News» в 2005 году.
Затем Камбербэтч сыграл вместе с Томом Харди в телевизионной экранизации книги «Стюарт: Прошлая жизнь», которая вышла на BBC в сентябре 2007 года. В 2008 он сыграл в мини-сериале BBC «Последний враг», за что был номинирован на премию «Спутник» как лучший актёр мини-сериала или телефильма. В декабре 2008 года Камбербэтч появился в не вышедшей на экране пилотной серии «Тёмной стороны Земли», фильма-фэнтези, в роли Макса — викторианского параноика, который боится микробов и живёт внутри герметичного биокостюма.
В 2009 году он сыграл в фильме «Марпл: Убить легко», а также исполнил роль Бернарда в телеэкранизации «Маленького острова». За эту роль он был номинирован на премию BAFTA TV Awards как лучший актёр второго плана.

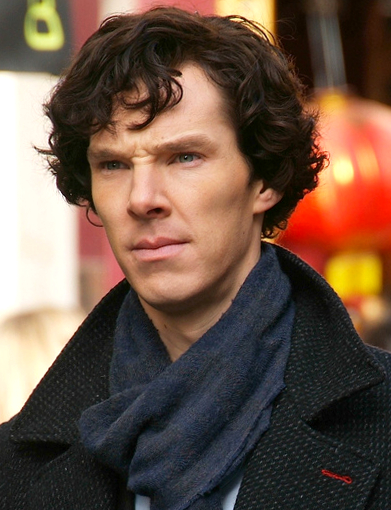
Камбербэтч в роли Шерлока Холмса

В 6-серийном фильме «Тайны Тихого океана», который выходил с мая по июнь 2009 года на BBC-2, Камбербэтч выступил в роли рассказчика. В мае 2009 года BBC-Radio-4 транслировало инсценировку романа Джона Мортимера «Рампол и убийства в бунгало Пендж». Там Камбербэтч исполнил роль молодого Рампола.
Камбербэтч — большой фанат долгоиграющего британского научно-фантастического сериала «Доктор Кто». Он сказал в интервью в июле 2010 года, что был бы заинтересован в появлении в главной или второстепенной роли в этом сериале, продюсирует который продюсер «Шерлока», его лучший друг Стивен Моффат. В 2008 году он обсуждал с Дэвидом Теннантом возможность сыграть роль Доктора, но затем испугался ответственности перед фанатами и зарёкся пробоваться на роль. А в 2014 году заявил, что вообще никогда не появится ни в какой роли в этом телесериале.
В 2010 году Камбербэтч начал играть Шерлока Холмса в телесериале BBC «Шерлок», который заслужил признание критиков и был одобрен зрителями. Также в том году он сыграл Винсента ван Гога в кинофильме «Ван Гог: Живопись словами», и эта роль также была принята с большим одобрением. В 2012 году на телеэкраны вышел телесериал «Конец парада», где Камбербэтч сыграл главную роль.

### Проекты в статусе звезды

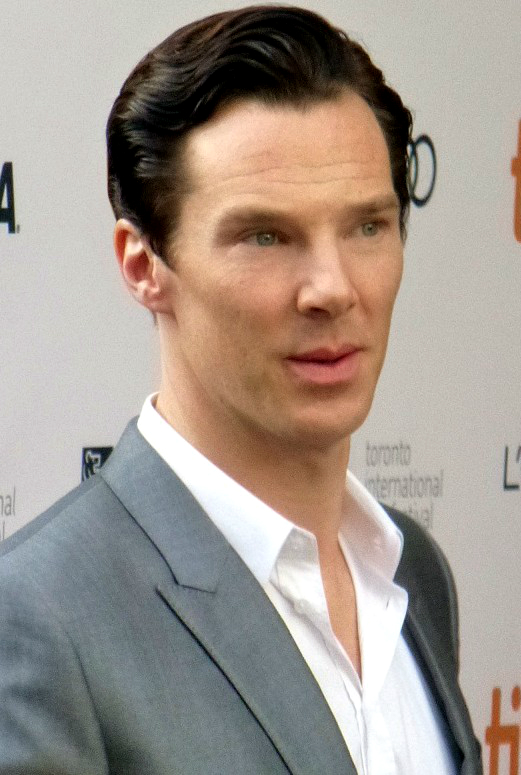
Камбербэтч в 2013 году на премьере фильма «12 лет рабства»

В 2006 году Камбербэтч сыграл Уильяма Питта в фильме «Удивительная лёгкость». Это вторая по важности роль в фильме, и она принесла актёру номинацию на награду Лондонского общества кинокритиков «Прорыв года».
Камбербэтч впоследствии появлялся в эпизодических ролях в «Искуплении» (2007) и «Ещё одна из рода Болейн» (2008). В 2009 году он сыграл в байопике «Происхождение» роль друга Чарльза Дарвина — Джозефа Гукера.
Известно о его участии в картине «Стукачка» и фильме Стивена Спилберга «Боевой конь», а также — о работе Камбербэтча над ролью Питера Гиллема в экранизации романа Джона ле Карре «Шпион, выйди вон!» в 2011 году (режиссёр — Томас Альфредсон).
В 2013 году его можно было услышать в фильме «Хоббит: Пустошь Смауга», где он сыграл дракона Смауга, а также Некроманта-колдуна. Это была его вторая совместная работа с Мартином Фрименом (после «Шерлока»), который играет в фильме Бильбо Бэггинса.
В новом сиквеле «Звёздного пути», премьера которого состоялась в мае 2013 года, Камбербэтч появился в роли антагониста.
Также в 2013 году Камбербэтч принял участие в съёмках фильма «Август: Графство Осейдж» по пьесе американского драматурга Трейси Леттса.
В том же году Камбербэтч сыграл в фильме «Пятая власть», посвященном созданию WikiLeaks, где исполнил главную роль — журналиста и основателя сайта WikiLeaks Джулиана Ассанжа. Премьера фильма состоялась на кинофестивале в Торонто 5 сентября 2013 года.
В 2014 году сыграл Алана Тьюринга в исторической драме «Игра в имитацию».
В январе 2015 года Камбербэтч и Стивен Фрай подписали открытое письмо к британскому правительству с просьбой о помиловании всех осужденных в XX веке за гомосексуальность.
13 июня 2015 года королевой Елизаветой II пожалован в командоры ордена Британской империи.
В 2016 году Камбербэтч сыграл главную роль в фантастическом фильме по комиксам Марвел «Доктор Стрэндж». Вскоре, персонаж появился ещё в нескольких фильмах Марвел, в том числе в кассовом хите «Мстители: Финал». Среди предстоящих картин вселенной, в которых также задействован актёр: «Человек-паук: Нет пути домой» и «Доктор Стрэндж: В мультивселенной безумия».
В 2019 году Камбербэтча можно было увидеть в драме «1917», а в начале 2021-го — в драме «Мавританец». В 2021 году вышел биографический фильм «Кошачьи миры Луиса Уэйна» с Бенедиктом в роли английского художника Луиса Уэйна. Главная роль Камбербэтча в фильме «Власть пса» была высоко отмечена критиками, за неё он получил несколько престижных номинаций.
В 2022 году Камбербэтч присоединился к касту фильма «Книга Кларенса» на библейский сюжет.

### Прочая деятельность
Камбербэтч является представителем швейцарского дома часов Jaeger-LeCoultre.
16 января 2018 года назначен на пост президента Лондонской академии музыкального и драматического искусства.
Во время церемонии вручения кинопремии BAFTA в Лондоне актёр заявил о намерении приютить в своем доме украинских беженцев и призвал мир помогать украинцам.

## Личная жизнь
Бенедикт Камбербэтч более 12 лет встречался с актрисой Оливией Пуле. Они расстались в январе 2011 года. Некоторое время актёр встречался с дизайнером Анной Джонс. Они расстались в 2011 году через несколько месяцев после знакомства. В 2013 году встречался с русской моделью, Екатериной Елизаровой.
Давая интервью журналу The Hollywood Reporter в октябре 2013 года, о своей частной жизни Камбербэтч говорил: «Я живу в Лондоне, один, у меня нет детей. Надеюсь, в будущем они будут, но сейчас я много работаю и свободное время провожу с друзьями…».
5 ноября 2014 года в газете The Times родители Бенедикта сообщили, что их сын помолвлен с Софи Хантер, с которой встречался около года. 14 февраля 2015 года они поженились, церемония бракосочетания состоялась в церкви Петра и Павла в Моттистоун (Остров Уайт, Англия). У супругов есть три сына — Кристофер Карлтон Камбербэтч (род. 01.06.2015), Хэл Оден Камбербэтч (род. 03.03.2017) и Финн Камбербэтч (род. 11.10.2019).

## Общественная деятельность
В 2003 году Камбербэтч присоединился к протесту коалиции «Остановим войну» в Лондоне против войны в Ираке. Обращался к активистам в ходе акции протеста 2010 года, организованной Конгрессом профсоюзов в Вестминстере по поводу предполагаемых рисков для искусства из-за сокращения расходов, ожидаемого в Обзоре расходов. В 2013 году протестовал против того, что, по его мнению, было нарушением гражданских свобод со стороны правительства Великобритании.
К Международному женскому дню 2014 года он подписал письмо Amnesty International премьер-министру Дэвиду Кэмерону о правах женщин в Афганистане.
В 2021 году подписал открытое письмо с просьбой обеспечить российского политзаключённого, объявившего голодовку оппозиционера Алексея Навального, компетентной медицинской помощью.
В 2022 году выступал против российско-украинской войны, выразил «поддержку украинцам и русским людям, которые противостоят клептократии и идиотизму их правителей, чтобы остановить это зверство», а также призывал помогать украинским беженцам.

## Актёрские работы
| Год       |     | Русское название                          | Оригинальное название                       | Роль                                               |
| --------- | --- | ----------------------------------------- | ------------------------------------------- | -------------------------------------------------- |
| 2002      | тф  | Золотые поля                              | Fields of Gold                              | Джереми                                            |
| 2002      | тф  | Бархатные ножки                           | Tipping the Velvet                          | Фредди                                             |
| 2002      | с   | Безмолвный свидетель                      | Silent Witness                              | Уоррен Рейд                                        |
| 2002      | кор | Холмы как белые слоны                     | Hills Like White Elephants                  | Мужчина                                            |
| 2003      | с   | Призраки                                  | Spooks                                      | Джим Норт                                          |
| 2003      | ф   | Убить короля                              | To Kill a King                              | придворный                                         |
| 2003      | мтф | Шпионы из Кембриджа                       | Cambridge Spies                             | Эдвард Хэнд                                        |
| 2003      | с   | Немного за сорок                          | Fortysomething                              | Рори Слиппери                                      |
| 2004      | тф  | Хокинг                                    | Hawking                                     | Стивен Хокинг                                      |
| 2004      | тф  | Дюнкерк                                   | Dunkirk                                     | лейтенант Джимми Ленгли                            |
| 2005      | с   | Натан Барли                               | Nathan Barley                               | Робин                                              |
| 2005      | мтф | Путешествие на край земли                 | To the Ends of the Earth                    | Эдмунд Тэлбот                                      |
| 2006      | ф   | Попасть в десятку                         | Starter for 10                              | Патрик Уоттс                                       |
| 2006      | ф   | Удивительная лёгкость                     | Amazing Grace                               | Уильям Питт Младший                                |
| 2007      | кор | Неотделимые                               | Inseparable                                 | Джо / Чарли                                        |
| 2007      | тф  | Стюарт: Прошлая жизнь                     | Stuart: A Life Backwards                    | Александр Мастерс                                  |
| 2007      | ф   | Искупление                                | Atonement                                   | Пол Маршалл                                        |
| 2008      | ф   | Ещё одна из рода Болейн                   | The Other Boleyn Girl                       | Уильям Кэри                                        |
| 2008      | с   | Мисс Марпл Агаты Кристи                   | Marple: Murder Is Easy                      | Люк Фитцуилльям                                    |
| 2008      | мтф | Последний враг                            | The Last Enemy                              | Стивен Изард                                       |
| 2009      | мтф | Маленький остров                          | Small Island                                | Бернард                                            |
| 2009      | ф   | Происхождение                             | Creation                                    | Джозеф Долтон Гукер                                |
| 2010      | ф   | Четыре льва                               | Four Lions                                  | Эд                                                 |
| 2010      | ф   | Стукачка                                  | The Whistleblower                           | Ник Кауфман                                        |
| 2010      | тф  | Ван Гог                                   | Van Gogh: Painted with Words                | Винсент Ван Гог                                    |
| 2010—2017 | с   | Шерлок                                    | Sherlock                                    | Шерлок Холмс                                       |
| 2010      | ф   | Третья звезда                             | Third Star                                  | Джеймс                                             |
| 2010      | ф   | Сказки Бурлеска                           | Burlesque Fairytales                        | Генри Кларк                                        |
| 2011      | ф   | Разрушители                               | Wreckers                                    | Дэвид                                              |
| 2011      | ф   | Шпион, выйди вон!                         | Tinker, Tailor, Soldier, Spy                | Питер Гиллем                                       |
| 2011      | ф   | Боевой конь                               | War Horse                                   | майор Стюарт                                       |
| 2012      | мтф | Конец парада                              | Parade's End                                | Кристофер Титженс                                  |
| 2012      | кор | Электрическое кино: Как себя вести        | Electric Cinema: How to Behave              | Хамфри Богарт                                      |
| 2012      | док | Подруга в коме                            | Girlfriend in a Coma                        | Данте Алигьери                                     |
| 2012      | ф   | Хоббит: Нежданное путешествие             | The Hobbit: An Unexpected Journey           | дракон Смауг, Некромант / Саурон                   |
| 2013      | ф   | Стартрек: Возмездие                       | Star Trek Into Darkness                     | Джон Харрисон / Хан Нуньен Сингх                   |
| 2013      | ф   | 12 лет рабства                            | 12 Years a Slave                            | Уильям Форд                                        |
| 2013      | ф   | Хоббит: Пустошь Смауга                    | The Hobbit: The Desolation of Smaug         | дракон Смауг, Некромант / Саурон                   |
| 2013      | ф   | Август: Графство Осейдж                   | August: Osage County                        | «Малыш Чарли» Эйкен                                |
| 2013      | ф   | Пятая власть                              | The Fifth Estate                            | Джулиан Ассанж                                     |
| 2013      | док | Иерусалим                                 | Jerusalem                                   | рассказчик                                         |
| 2013      | кор | Небольшое одолжение                       | Little Favour                               | Уоллэс                                             |
| 2014      | ки  | Lego The Hobbit                           | LEGO The Hobbit: The Video Game             | дракон Смауг, Некромант                            |
| 2014      | мф  | Пингвины Мадагаскара                      | Penguins of Madagascar                      | Волк Агент Секрет                                  |
| 2014      | ф   | Игра в имитацию                           | The Imitation Game                          | Алан Тьюринг                                       |
| 2014      | ф   | Хоббит: Битва пяти воинств                | The Hobbit: The Battle of the Five Armies   | дракон Смауг / Саурон                              |
| 2015      | ф   | Чёрная месса                              | Black Mass                                  | Билл Балджер                                       |
| 2016      | ф   | Образцовый самец № 2                      | Zoolander 2                                 | Олл                                                |
| 2016      | ф   | Доктор Стрэндж                            | Doctor Strange                              | доктор Стивен Стрэндж / Дормамму                   |
| 2016      | тф  | Пустая корона: Генрих VI, часть 2         | The Hollow Crown: Henry VI, part 2          | Ричард Глостер                                     |
| 2016      | тф  | Пустая корона: Ричард III                 | The Hollow Crown: Richard III               | Ричард III                                         |
| 2017      | тф  | Дитя во времени                           | The Child in Time                           | Стивен Льюис                                       |
| 2017      | ф   | Война токов                               | The Current War                             | Томас Эдисон                                       |
| 2017      | ф   | Тор: Рагнарёк                             | Thor: Ragnarok                              | доктор Стивен Стрэндж                              |
| 2018      | ф   | Мстители: Война бесконечности             | Avengers: Infinity War                      | доктор Стивен Стрэндж                              |
| 2018      | ф   | Маугли                                    | Mowgli: Legend of the Jungle                | Шерхан                                             |
| 2018      | с   | Патрик Мелроуз                            | Patrick Melrose                             | Патрик Мелроуз                                     |
| 2018      | мф  | Гринч                                     | The Grinch                                  | Гринч                                              |
| 2019      | тф  | Брексит                                   | Brexit: The Uncivil War                     | Доминик Каммингс                                   |
| 2019      | с   | Благие знамения                           | Good Omens                                  | Сатана                                             |
| 2019      | ф   | Мстители: Финал                           | Avengers: Endgame                           | доктор Стивен Стрэндж                              |
| 2019      | ф   | 1917                                      | 1917                                        | полковник Маккензи                                 |
| 2020      | ф   | Игры шпионов                              | The Courier                                 | Гревилл Винн                                       |
| 2021      | ф   | Мавританец                                | The Mauritanian                             | полковник Стюарт Коуч                              |
| 2021—2023 | мс  | Что, если…?                               | What If…?                                   | доктор Стивен Стрэндж / «Верховный» доктор Стрэндж |
| 2021      | ф   | Кошачьи миры Луиса Уэйна                  | The Electrical Life of Louis Wain           | Луис Уэйн                                          |
| 2021      | ф   | Власть пса                                | Power of the Dog                            | Фил Бербэнк                                        |
| 2021      | ф   | Человек-паук: Нет пути домой              | Spider-Man: No Way Home                     | доктор Стивен Стрэндж                              |
| 2022      | ф   | Доктор Стрэндж: В мультивселенной безумия | Doctor Strange in the Multiverse of Madness | доктор Стивен Стрэндж                              |
| 2023      | кор | Чудесная история Генри Шугара             | The Wonderful Story of Henry Sugar          | Генри Шугар                                        |
| 2023      | кор | Яд                                        | Poison                                      | Гарри                                              |
| 2023      | ф   | Конец, с которого мы начинаем             | The End We Start From                       | АБ                                                 |
| 2024      | ф   | Книга Кларенса                            | The Book of Clarence                        | Бенджамин                                          |
| 2024      | с   | Эрик                                      | Eric                                        | Винсент                                            |
| 2025      | ф   | Финикийская схема                         | The Phoenician Scheme                       | дядя Нубар                                         |
| 2025      | ф   | Война супругов Роуз                       | The Roses                                   | Тео                                                |
| 2025      | ф   | Сущность                                  | The Thing with Feathers                     | отец                                               |
| 2026      | ф   | Мстители: Судный день                     | Avengers: Doomsday                          | доктор Стивен Стрэндж                              |
| 2026      | ф   | Кровь на снегу                            | Blood on Snow                               |                                                    |

## Награды и номинации
| Награды и номинации                  | Награды и номинации | Награды и номинации                               | Награды и номинации         | Награды и номинации |
| Награда                              | Год                 | Категория                                         | Фильм                       | Результат           |
| ------------------------------------ | ------------------- | ------------------------------------------------- | --------------------------- | ------------------- |
| Оскар                                | 2015                | Лучшая мужская роль                               | Игра в имитацию             | Номинация           |
| Оскар                                | 2022                | Лучшая мужская роль                               | Власть пса                  | Номинация           |
| BAFTA                                | 2004                | Лучший телеактёр                                  | Хокинг                      | Номинация           |
| BAFTA                                | 2009                | Лучшая мужская роль второго плана                 | Маленький остров            | Номинация           |
| BAFTA                                | 2011                | Лучший телеактёр                                  | Шерлок                      | Номинация           |
| BAFTA                                | 2012                | Лучший телеактёр                                  | Шерлок                      | Номинация           |
| BAFTA                                | 2015                | Лучший телеактёр                                  | Шерлок                      | Номинация           |
| BAFTA                                | 2015                | Лучшая мужская роль                               | Игра в имитацию             | Номинация           |
| BAFTA                                | 2017                | Лучший телеактёр                                  | Ричард III                  | Номинация           |
| BAFTA                                | 2019                | Лучший телеактёр                                  | Патрик Мелроуз              | Победа              |
| BAFTA                                | 2022                | Лучшая мужская роль                               | Власть пса                  | Номинация           |
| Золотой глобус                       | 2012                | Лучшая мужская роль в мини-сериале или телефильме | Шерлок                      | Номинация           |
| Золотой глобус                       | 2015                | Лучшая мужская роль в драме                       | Игра в имитацию             | Номинация           |
| Золотой глобус                       | 2018                | Лучшая мужская роль в мини-сериале или телефильме | Патрик Мелроуз              | Номинация           |
| Золотой глобус                       | 2022                | Лучшая мужская роль в драме                       | Власть пса                  | Номинация           |
| Прайм-таймовая премия «Эмми»         | 2012                | Лучшая мужская роль в мини-сериале или фильме     | Шерлок: Скандал в Белгравии | Номинация           |
| Прайм-таймовая премия «Эмми»         | 2013                | Лучшая мужская роль в мини-сериале или фильме     | Конец парада                | Номинация           |
| Прайм-таймовая премия «Эмми»         | 2014                | Лучшая мужская роль в мини-сериале или фильме     | Шерлок: Его прощальный обед | Победа              |
| Прайм-таймовая премия «Эмми»         | 2016                | Лучшая мужская роль в мини-сериале или фильме     | Шерлок: Безобразная невеста | Номинация           |
| Прайм-таймовая премия «Эмми»         | 2017                | Лучшая мужская роль в мини-сериале или фильме     | Шерлок: Шерлок при смерти   | Номинация           |
| Прайм-таймовая премия «Эмми»         | 2018                | Лучшая мужская роль в мини-сериале или фильме     | Патрик Мелроуз              | Номинация           |
| Прайм-таймовая премия «Эмми»         | 2018                | Лучший мини-сериал                                | Патрик Мелроуз              | Номинация           |
| Премия Гильдии киноактёров США       | 2013                | Лучший актёрский состав в игровом кино            | Август: Графство Осейдж     | Номинация           |
| Премия Гильдии киноактёров США       | 2013                | Лучший актёрский состав в игровом кино            | 12 лет рабства              | Номинация           |
| Премия Гильдии киноактёров США       | 2014                | Лучший актёрский состав в игровом кино            | Игра в имитацию             | Номинация           |
| Премия Гильдии киноактёров США       | 2014                | Лучшая мужская роль                               | Игра в имитацию             | Номинация           |
| Премия Гильдии киноактёров США       | 2014                | Лучшая мужская роль в телефильме или мини-сериале | Шерлок                      | Номинация           |
| Премия Гильдии киноактёров США       | 2017                | Лучшая мужская роль в телефильме или мини-сериале | Шерлок                      | Номинация           |
| Премия Гильдии киноактёров США       | 2022                | Лучшая мужская роль                               | Власть пса                  | Номинация           |
| Премия Лоренса Оливье                | 2006                | Лучшая роль второго плана                         | Гедда Габлер                | Номинация           |
| Премия Лоренса Оливье                | 2012                | Лучшая мужская роль                               | Франкенштейн                | Победа              |
| Премия Лоренса Оливье                | 2016                | Лучшая мужская роль                               | Гамлет                      | Номинация           |
| AACTA                                | 2014                | Лучший международный актёр                        | Игра в имитацию             | Номинация           |
| Премия британского независимого кино | 2011                | Лучший актёр второго плана                        | Шпион, выйди вон!           | Номинация           |
| Премия британского независимого кино | 2014                | Лучший актёр                                      | Игра в имитацию             | Номинация           |
| Премия британского независимого кино | 2014                | Премия эстрады                                    | Игра в имитацию             | Победа              |